# 塔什布納爾河

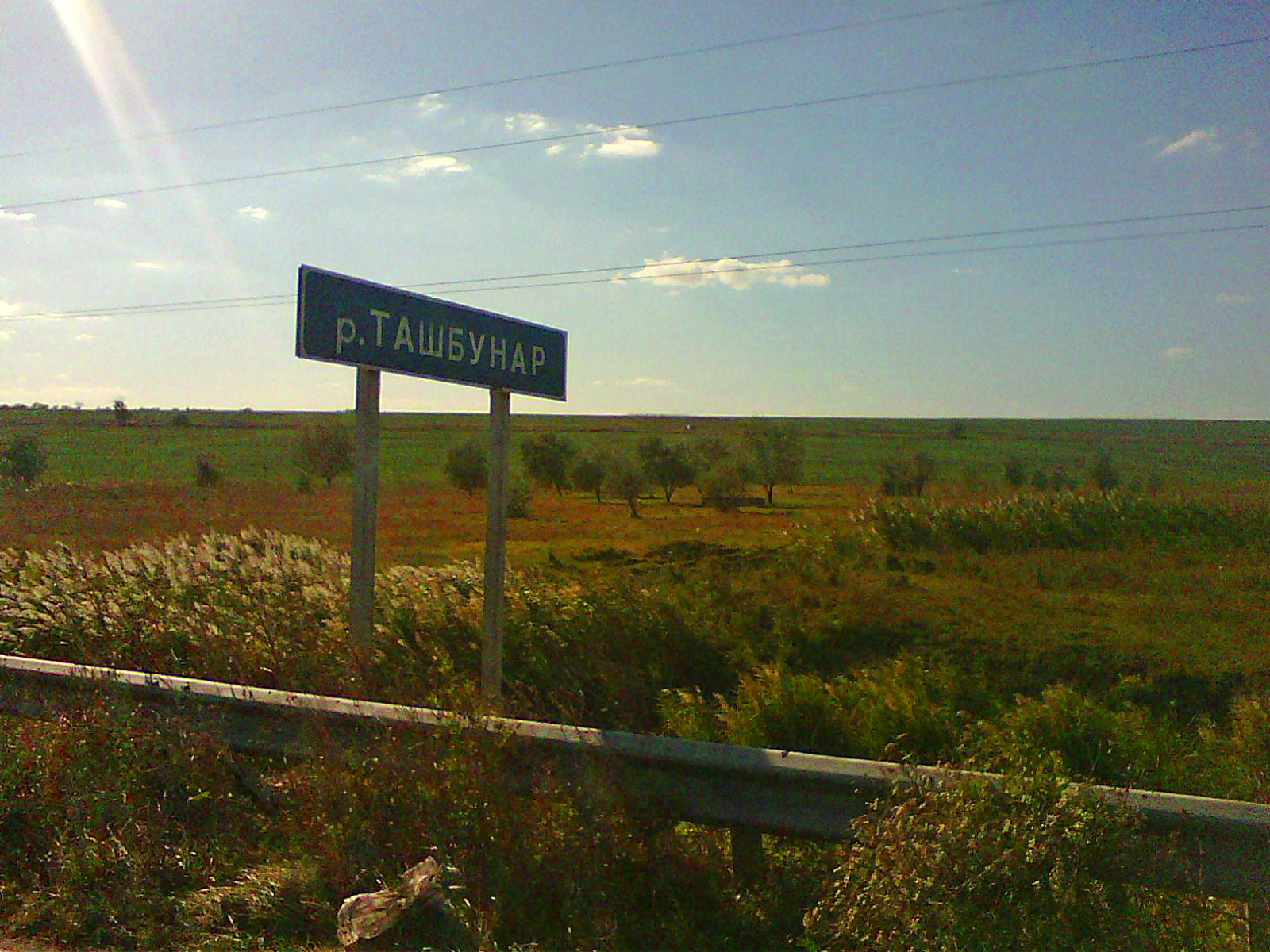

塔什布納爾河（烏克蘭語：Ташбунар），是烏克蘭西南部的河流，流經敖德薩州的博爾赫拉德區和伊茲梅爾區，河道全長43公里，流域面積281平方公里。